# European Nations Cup 2002–2004
Der European Nations Cup 2002–2004 (ENC) war ein Rugby-Union-Wettbewerb für europäische Nationalmannschaften der zweiten und dritten Stärkeklasse, unterhalb der Six Nations. Es handelte sich um die 35. Ausgabe der Europameisterschaft, organisiert durch den Verband FIRA-AER. Beteiligt waren 33 Mannschaften, die in drei Divisionen eingeteilt waren. Zum ersten Mal gewann Portugal den Europameistertitel.

## Modus
Das verwendete Punktesystem war in allen Divisionen wie folgt:
- 3 Punkte bei einem Sieg
- 2 Punkte bei einem Unentschieden
- 1 Punkte bei einer Niederlage
- 0 Punkte bei Forfaitniederlage

Bei Gleichstand gaben die Direktbegegnungen den Ausschlag.

## Division 1
|    | Land       | Spiele | Siege | Unent. | Ndlg. | Spiel- punkte | Diff. | Tabellen- punkte |
| -- | ---------- | ------ | ----- | ------ | ----- | ------------- | ----- | ---------------- |
| 1. | Portugal   | 10     | 9     | 0      | 1     | 235:180       | + 55  | 28               |
| 2. | Rumänien   | 10     | 8     | 0      | 2     | 320:123       | + 197 | 26               |
| 3. | Georgien   | 10     | 5     | 1      | 4     | 193:148       | + 45  | 21               |
| 4. | Russland   | 9      | 3     | 0      | 6     | 198:175       | + 23  | 14               |
| 5. | Tschechien | 9      | 3     | 0      | 6     | 139:263       | − 124 | 14               |
| 6. | Spanien    | 10     | 0     | 1      | 9     | 129:325       | − 196 | 11               |

### Hinrunde
| 16. Februar 2003 | Portugal                                                                                      | 34 : 30         | Georgien | Estádio Universitário de Lisboa, Lissabon Schiedsrichter: Nigel Owens (Wales) |
| 16. Februar 2003 | Versuche: Gonçalves D. Mateus D. P. Mateus Erhöhungen: Malheiro (2) Straftritte: Malheiro (5) | (21:23) Bericht | Versuche: Abuseridse Kazadse (2) Sedginidse Erhöhungen: Dschimsheladse (2) Straftritte: Dschimsheladse Dropgoals: Dschimsheladse | Estádio Universitário de Lisboa, Lissabon Schiedsrichter: Nigel Owens (Wales) |

| 16. Februar 2003 | Spanien                                                               | 19 : 52         | Russland | Polideportivo Príncipes de España, Palma de Mallorca Schiedsrichter: Daniel Pruvot (Frankreich) |
| 16. Februar 2003 | Versuche: Strafversuch Erhöhungen: Cascarra Straftritte: Cascarra (4) | (16:19) Bericht | Versuche: Fedtschenko Gratschow Kusin A. Sergejew S. Sergejew Erhöhungen: Ratschkow (3) Straftritte: Ratschkow (6) Dropgoals: Ratschkow | Polideportivo Príncipes de España, Palma de Mallorca Schiedsrichter: Daniel Pruvot (Frankreich) |

| 22. Februar 2003 | Georgien | 34 : 3         | Spanien               | Boris-Paitschadse-Nationalstadion, Tiflis Zuschauer: 10.000 Schiedsrichter: Gareth Doyle (Irland) |
| 22. Februar 2003 | Versuche: Gundischwili Schwelidse Yachvili Sibsibadse (2) Erhöhungen: Dschimscheladse (3) Straftritte: Dschimscheladse | (22:0) Bericht | Straftritte: Cascarra | Boris-Paitschadse-Nationalstadion, Tiflis Zuschauer: 10.000 Schiedsrichter: Gareth Doyle (Irland) |

| 22. Februar 2003 | Portugal                                                                        | 16 : 15       | Rumänien                                                   | Estádio Universitário de Lisboa, Lissabon Schiedsrichter: Gareth Doyle (Irland) |
| 22. Februar 2003 | Versuche: Garvão Erhöhungen: Malheiro Straftritte: Malheiro (2) Dropgoals: Tomé | (3:5) Bericht | Versuche: Manta Tincu Erhöhungen: Tofan Straftritte: Tofan | Estádio Universitário de Lisboa, Lissabon Schiedsrichter: Gareth Doyle (Irland) |

| 8. März 2003 | Portugal                                                                                               | 43 : 10        | Tschechien                                           | Estádio Universitário de Lisboa, Lissabon Schiedsrichter: Sean Mallon (Niederlande) |
| 8. März 2003 | Versuche: Malheiro (2) D. Mateus D. P. Mateus Erhöhungen: Malheiro Pinto (2) Straftritte: Malheiro (4) | (19:3) Bericht | Versuche: Žák Erhöhungen: Krejčí Straftritte: Krejčí | Estádio Universitário de Lisboa, Lissabon Schiedsrichter: Sean Mallon (Niederlande) |

| 9. März 2003 | Russland                                                               | 17 : 23         | Georgien                                                  | Junost-Stadion, Krasnodar Schiedsrichter: Giovanni Morandin (Italien) |
| 9. März 2003 | Versuche: Sergejew Straftritte: Ratschkow (2) Dropgoals: Ratschkow (2) | (14:12) Bericht | Versuche: Dschimscheladse Erhöhungen: Dschimscheladse (6) | Junost-Stadion, Krasnodar Schiedsrichter: Giovanni Morandin (Italien) |

| 9. März 2003 | Spanien                              | 6 : 31        | Rumänien                                                                     | Estadio Nacional Universidad Complutense, Madrid Schiedsrichter: Antonio Lombardi (Italien) |
| 9. März 2003 | Straftritte: Diez Dropgoals: Velazco | (3:9) Bericht | Versuche: Petrechei Socol Tofan Erhöhungen: Tofan (2) Straftritte: Tofan (4) | Estadio Nacional Universidad Complutense, Madrid Schiedsrichter: Antonio Lombardi (Italien) |

| 22. März 2003 | Tschechien                              | 15 : 30        | Georgien | Stadion ragby Císařka, Prag Zuschauer: 1400 Schiedsrichter: Daniel Dartigeas (Frankreich) |
| 22. März 2003 | Straftritte: Kafka (4) Dropgoals: Kafka | (9:10) Bericht | Versuche: Chamaschuridse Labadse Schwelidse Sedginidse Sibsibadse Erhöhungen: Dschimscheladse Straftritte: Dschimscheladse | Stadion ragby Císařka, Prag Zuschauer: 1400 Schiedsrichter: Daniel Dartigeas (Frankreich) |

| 22. März 2003 | Rumänien                                                                          | 23 : 12       | Russland                   | Complexul Sportiv Ghencea, Bukarest Zuschauer: 5000 Schiedsrichter: Daniel Dartigeas (Frankreich) |
| 22. März 2003 | Versuche: Petrache Vioreanu Strafversuch Erhöhungen: Tofan Straftritte: Tofan (2) | (3:6) Bericht | Straftritte: Ratschkow (4) | Complexul Sportiv Ghencea, Bukarest Zuschauer: 5000 Schiedsrichter: Daniel Dartigeas (Frankreich) |

| 23. März 2003 | Portugal                                                                                         | 35 : 16       | Spanien                                                                               | Estádio Municipal Sérgio Conceição, Coimbra Schiedsrichter: Jean-Luc Rebollal (Frankreich) |
| 23. März 2003 | Versuche: Cunha Sousa Erhöhungen: Malheiro (2) Straftritte: Malheiro (5) Dropgoals: Malheiro (2) | (6:9) Bericht | Versuche: Tuineau Erhöhungen: Cascarra Straftritte: Cascarra (2) Dropgoals: Kovalenco | Estádio Municipal Sérgio Conceição, Coimbra Schiedsrichter: Jean-Luc Rebollal (Frankreich) |

| 29. März 2003 | Russland                                      | 14 : 25        | Portugal                                                                           | Junost-Stadion, Krasnodar Schiedsrichter: Mircea Paraschivescu (Rumänien) |
| 29. März 2003 | Versuche: Dymtschenko Straftritte: Akulow (3) | (11:9) Bericht | Versuche: Cunha Erhöhungen: Malheiro Straftritte: Malheiro (5) Dropgoals: Malheiro | Junost-Stadion, Krasnodar Schiedsrichter: Mircea Paraschivescu (Rumänien) |

| 30. März 2003 | Georgien                         | 6 : 19        | Rumänien                                                   | Boris-Paitschadse-Nationalstadion, Tiflis Zuschauer: 40.000 Schiedsrichter: Daniel Gillet (Frankreich) |
| 30. März 2003 | Straftritte: Dschimscheladse (2) | (6:7) Bericht | Versuche: Brezoianu Gontineac Maftei Erhöhungen: Tofan (2) | Boris-Paitschadse-Nationalstadion, Tiflis Zuschauer: 40.000 Schiedsrichter: Daniel Gillet (Frankreich) |

| 30. März 2003 | Spanien                                                                                                | 38 : 40         | Tschechien                                                                          | Estadio Nacional Universidad Complutense, Madrid Schiedsrichter: Jeremy Schauder (Israel) |
| 30. März 2003 | Versuche: Beltrán Cascarra Loubsens Monreal Zarzosa Erhöhungen: Cascarra (2) Straftritte: Cascarra (3) | (14:23) Bericht | Versuche: Rohlik Šťastný Šuster Syrový Erhöhungen: Kafka (4) Straftritte: Kafka (4) | Estadio Nacional Universidad Complutense, Madrid Schiedsrichter: Jeremy Schauder (Israel) |

| 14. Juni 2003 | Tschechien                                                                   | 27 : 13       | Russland                                                       | Stadion ragby Císařka, Prag Schiedsrichter: Nereo Dordolo (Italien) |
| 14. Juni 2003 | Versuche: Camrda Pekarek Rohlik Erhöhungen: Kafka (3) Straftritte: Kafka (2) | (3:6) Bericht | Versuche: Lubkow Erhöhungen: Lubkow Straftritte: Ratschkow (2) | Stadion ragby Císařka, Prag Schiedsrichter: Nereo Dordolo (Italien) |

| 22. Juni 2003 | Tschechien        | 5 : 42         | Rumänien                                                                                         | Stadion ragby Císařka, Prag Zuschauer: 2500 Schiedsrichter: Dave Pearson (England) |
| 22. Juni 2003 | Versuche: Šťastný | (5:18) Bericht | Versuche: Brezoianu Ghioc Popescu Săuan Tofan Erhöhungen: Dumbravă (4) Straftritte: Dumbravă (3) | Stadion ragby Císařka, Prag Zuschauer: 2500 Schiedsrichter: Dave Pearson (England) |

### Rückrunde
| 14. Februar 2004 | Georgien                                                                 | 14 : 19        | Portugal                                                                             | Micheil-Meschi-Stadion, Tiflis Zuschauer: 15.000 Schiedsrichter: Antonio Lombardi (Italien) |
| 14. Februar 2004 | Versuche: Ghwaberidse Kopaliani Erhöhungen: Kwinichidse Urdschukaschwili | (7:13) Bericht | Versuche: Aguilar Erhöhungen: Malheiro Straftritte: Malheiro (3) Dropgoals: Malheiro | Micheil-Meschi-Stadion, Tiflis Zuschauer: 15.000 Schiedsrichter: Antonio Lombardi (Italien) |

| 14. Februar 2004 | Russland                                                                                          | 36 : 6         | Spanien                   | Junost-Stadion, Krasnodar Schiedsrichter: Jean-Pierre Pellaprat (Frankreich) |
| 14. Februar 2004 | Versuche: Fedtschenko Gratschow Korobeinikow Korschunow Kusin Ratschkow Erhöhungen: Ratschkow (2) | (18:3) Bericht | Straftritte: Martínez (2) | Junost-Stadion, Krasnodar Schiedsrichter: Jean-Pierre Pellaprat (Frankreich) |

| 14. Februar 2004 | Rumänien | 55 : 11        | Tschechien                                 | Dinamo-Stadion, Bukarest Schiedsrichter: Jean-Luc Rebollal (Frankreich) |
| 14. Februar 2004 | Versuche: Baraulea (2) Gheară Gontineac Săuan Teodorescu (2) Zebega Erhöhungen: Dumbravă (6) Straftritte: Dumbravă | (27:6) Bericht | Versuche: Rohlik Straftritte: Kafka Krejčí | Dinamo-Stadion, Bukarest Schiedsrichter: Jean-Luc Rebollal (Frankreich) |

| 21. Februar 2004 | Rumänien                                                                                     | 36 : 6         | Portugal              | Stadionul Farul, Constanța Zuschauer: 1500 Schiedsrichter: Johan Meersman (Belgien) |
| 21. Februar 2004 | Versuche: Baraulea Mersoiu Săuan (2) Toderașc Erhöhungen: Dumbravă (4) Straftritte: Dumbravă | (10:0) Bericht | Straftritte: Malheiro | Stadionul Farul, Constanța Zuschauer: 1500 Schiedsrichter: Johan Meersman (Belgien) |

| 22. Februar 2004 | Spanien                         | 6 : 6         | Georgien                     | Estadi Municipal de Reus Schiedsrichter: Mauro Dordolo (Italien) |
| 22. Februar 2004 | Straftritte: Kovalenco Martínez | (3:0) Bericht | Straftritte: Kwinikcidse (2) | Estadi Municipal de Reus Schiedsrichter: Mauro Dordolo (Italien) |

| 6. März 2004 | Georgien                                                          | 9 : 3         | Russland               | Micheil-Meschi-Stadion, Tiflis Zuschauer: 6000 Schiedsrichter: Joël Dumé (Frankreich) |
| 6. März 2004 | Straftritte: Barkalaia Dschimscheladse Dropgoals: Dschimscheladse | (6:0) Bericht | Straftritte: Ratschkow | Micheil-Meschi-Stadion, Tiflis Zuschauer: 6000 Schiedsrichter: Joël Dumé (Frankreich) |

| 6. März 2004 | Rumänien                                                                                  | 50 : 10         | Spanien                                                       | Complexul Sportiv Ghencea, Bukarest Zuschauer: 2000 Schiedsrichter: Jean-Christophe Gastou (Frankreich) |
| 6. März 2004 | Versuche: Dragoș Sîrbu Socol Teodorescu Tincu Toderașc Tonița Voicu Erhöhungen: Tofan (5) | (10:10) Bericht | Versuche: Loubsens Erhöhungen: Martínez Straftritte: Martínez | Complexul Sportiv Ghencea, Bukarest Zuschauer: 2000 Schiedsrichter: Jean-Christophe Gastou (Frankreich) |

| 6. März 2004 | Tschechien                         | 8 : 13        | Portugal                                  | Stadion ragby Císařka, Prag Schiedsrichter: Sean Mallon (Niederlande) |
| 6. März 2004 | Versuche: Rohlik Dropgoals: Brabec | (5:3) Bericht | Versuche: Cunha Garvão Erhöhungen: Grenho | Stadion ragby Císařka, Prag Schiedsrichter: Sean Mallon (Niederlande) |

| 20. März 2004 | Georgien                                                                               | 23 : 7         | Tschechien                          | Boris-Paitschadse-Nationalstadion, Tiflis Zuschauer: 15.000 Schiedsrichter: Bernd Gabbei (Deutschland) |
| 20. März 2004 | Versuche: Gorgodse Selegnidse Erhöhungen: Kwinichidse (2) Straftritte: Kwinichidse (3) | (16:0) Bericht | Versuche: Rohlik Erhöhungen: Krejčí | Boris-Paitschadse-Nationalstadion, Tiflis Zuschauer: 15.000 Schiedsrichter: Bernd Gabbei (Deutschland) |

| 20. März 2004 | Russland                                                                                               | 33 : 24        | Rumänien                                                                         | Junost-Stadion, Krasnodar Schiedsrichter: Gérard Borreani (Frankreich) |
| 20. März 2004 | Versuche: Gratschow Kasanzow Kljutschnikow Schelepkow Erhöhungen: Simonow (2) Straftritte: Simonow (3) | (21:3) Bericht | Versuche: Săuan Toderașc Strafversuch Erhöhungen: Dumbravă Straftritte: Dumbravă | Junost-Stadion, Krasnodar Schiedsrichter: Gérard Borreani (Frankreich) |

| 21. März 2004 | Spanien                                             | 19 : 35        | Portugal                                                                           | Estadio Municipal de Can Misses, Ibiza Schiedsrichter: Akim Hadj Bachir (Frankreich) |
| 21. März 2004 | Versuche: Davila Velazco Straftritte: Kovalenco (3) | (5:25) Bericht | Versuche: Aguilar (2) Garvão (3) Mateus Erhöhungen: Malheiro Straftritte: Malheiro | Estadio Municipal de Can Misses, Ibiza Schiedsrichter: Akim Hadj Bachir (Frankreich) |

| 27. März 2004 | Rumänien                                                   | 25 : 18         | Georgien                                                                            | Stadionul Emil Alexandrescu, Iași Schiedsrichter: Stefano Mancini (Italien) |
| 27. März 2004 | Versuche: Sîrbu Tudori Straftritte: Dumbravă (2) Tofan (3) | (11:13) Bericht | Versuche: Gorgodse Kwinichidse Erhöhungen: Kwinichidse Straftritte: Kwinichidse (2) | Stadionul Emil Alexandrescu, Iași Schiedsrichter: Stefano Mancini (Italien) |

| 27. März 2004 | Tschechien                                                                 | 16 : 6         | Spanien                 | Stadion ragby Císařka, Prag Schiedsrichter: Stefano Mancini (Italien) |
| 27. März 2004 | Versuche: Brabec Erhöhungen: Kafka Straftritte: Kafka Dropgoals: Kafka (2) | (13:3) Bericht | Straftritte: Torres (2) | Stadion ragby Císařka, Prag Schiedsrichter: Stefano Mancini (Italien) |

| 27. März 2004 | Portugal                                                         | 19 : 18        | Russland                                                                             | Estádio Municipal Sérgio Conceição, Coimbra |
| 27. März 2004 | Versuche: Andrade Erhöhungen: Malheiro Straftritte: Malheiro (4) | (13:5) Bericht | Versuche: Kusin Simonow Erhöhungen: Simonow Straftritte: Simonow Dropgoals: Kasanzew | Estádio Municipal Sérgio Conceição, Coimbra |

| 12. Juni 2004 | Russland | abgesagt | Tschechien |  |
| 12. Juni 2004 |          |          |            |  |

## Division 2A
Es gab keinen Absteiger, da in der folgenden Saison alle Teams der Divisionen 2 und 3 an der ersten Runde der WM-Qualifikation 2007 teilnahmen.
|    | Land        | Spiele | Siege | Unent. | Ndlg. | Spiel- punkte | Diff. | Tabellen- punkte |
| -- | ----------- | ------ | ----- | ------ | ----- | ------------- | ----- | ---------------- |
| 1. | Ukraine     | 8      | 7     | 1      | 0     | 200:74        | + 126 | 23               |
| 2. | Deutschland | 8      | 5     | 1      | 2     | 192:90        | + 102 | 19               |
| 3. | Niederlande | 8      | 4     | 1      | 3     | 132:131       | + 1   | 17               |
| 4. | Polen       | 8      | 2     | 1      | 5     | 130:164       | − 34  | 13               |
| 5. | Schweden    | 8      | 0     | 0      | 8     | 52:247        | − 195 | 8                |

| 5. Oktober 2002 | Schweden | 7 : 14 | Polen | Lund |
| 5. Oktober 2002 |          |        |       | Lund |

| 19. Oktober 2002 | Ukraine | 20 : 11 | Polen | Spartak-Stadion, Kiew |
| 19. Oktober 2002 |         |         |       | Spartak-Stadion, Kiew |

| 24. November 2002 | Deutschland | 26 : 26 | Ukraine | Fritz-Grunebaum-Sportpark, Heidelberg |
| 24. November 2002 |             |         |         | Fritz-Grunebaum-Sportpark, Heidelberg |

| 9. März 2003 | Deutschland | 15 : 3 | Niederlande | Stadion am Bischofsholer Damm, Hannover |
| 9. März 2003 |             |        |             | Stadion am Bischofsholer Damm, Hannover |

| 29. März 2003 | Polen | 15 : 37 | Deutschland | Gdynia |
| 29. März 2003 |       |         |             | Gdynia |

| 27. April 2003 | Niederlande | 18 : 24 | Ukraine | NRCA, Amsterdam |
| 27. April 2003 |             |         |         | NRCA, Amsterdam |

| 27. April 2003 | Schweden | 16 : 24 | Deutschland | Pilevallen, Trelleborg |
| 27. April 2003 |          |         |             | Pilevallen, Trelleborg |

| 3. Mai 2003 | Niederlande | 39 : 25 | Schweden | NRCA, Amsterdam |
| 3. Mai 2003 |             |         |          | NRCA, Amsterdam |

| 10. Mai 2003 | Polen | 13 : 13 | Niederlande | Gdynia |
| 10. Mai 2003 |       |         |             | Gdynia |

| 24. Mai 2003 | Ukraine | 37 : 0 | Schweden | Spartak-Stadion, Kiew |
| 24. Mai 2003 |         |        |          | Spartak-Stadion, Kiew |

| 11. Oktober 2003 | Polen | 36 : 0 | Schweden | Gdynia |
| 11. Oktober 2003 |       |        |          | Gdynia |

| 12. Oktober 2003 | Ukraine | 6 : 3 | Deutschland | Spartak-Stadion, Kiew |
| 12. Oktober 2003 |         |       |             | Spartak-Stadion, Kiew |

| 25. Oktober 2003 | Polen | 13 : 24 | Ukraine | Stadion Miejski im. Władysława Króla, Łódź |
| 25. Oktober 2003 |       |         |         | Stadion Miejski im. Władysława Króla, Łódź |

| 10. April 2003 | Niederlande | 14 : 13 | Deutschland | NRCA, Amsterdam |
| 10. April 2003 |             |         |             | NRCA, Amsterdam |

| 25. April 2003 | Deutschland | 40 : 0 | Schweden | Stadion am Bischofsholer Damm, Hannover |
| 25. April 2003 |             |        |          | Stadion am Bischofsholer Damm, Hannover |

| 25. April 2003 | Niederlande | 29 : 18 | Polen | NRCA, Amsterdam |
| 25. April 2003 |             |         |       | NRCA, Amsterdam |

| 1. Mai 2003 | Schweden | 3 : 41 | Ukraine | Vänersborg Rugby Club, Vänersborg |
| 1. Mai 2003 |          |        |         | Vänersborg Rugby Club, Vänersborg |

| 8. Mai 2003 | Schweden | 0 : 16 | Niederlande | Kristinebergs idrottsplats, Stockholm |
| 8. Mai 2003 |          |        |             | Kristinebergs idrottsplats, Stockholm |

| 16. Mai 2003 | Ukraine | 22 : 0 | Niederlande | Spartak-Stadion, Kiew |
| 16. Mai 2003 |         |        |             | Spartak-Stadion, Kiew |

| 16. Mai 2003 | Deutschland | 34 : 10 | Polen | Stadion am Bischofsholer Damm, Hannover |
| 16. Mai 2003 |             |         |       | Stadion am Bischofsholer Damm, Hannover |

## Division 2B
Es gab keine Auf- oder Absteiger, da in der folgenden Saison alle Teams der Divisionen 2 und 3 an der ersten Runde der WM-Qualifikation 2007 teilnahmen.
|    | Land      | Spiele | Siege | Unent. | Ndlg. | Spiel- punkte | Diff. | Tabellen- punkte |
| -- | --------- | ------ | ----- | ------ | ----- | ------------- | ----- | ---------------- |
| 1. | Schweiz   | 8      | 5     | 3      | 0     | 145:95        | + 50  | 21               |
| 2. | Dänemark  | 8      | 3     | 4      | 1     | 102:88        | + 14  | 18               |
| 3. | Kroatien  | 8      | 3     | 1      | 4     | 114:95        | + 19  | 15               |
| 4. | Slowenien | 8      | 2     | 1      | 5     | 112:150       | − 38  | 13               |
| 5. | Belgien   | 8      | 2     | 1      | 5     | 99:144        | − 45  | 13               |

| 19. Oktober 2002 | Kroatien | 13 : 0 | Slowenien | Stadion Poljud, Zagreb |
| 19. Oktober 2002 |          |        |           | Stadion Poljud, Zagreb |

| 26. Oktober 2002 | Dänemark | 13 : 13 | Schweiz | Kopenhagen |
| 26. Oktober 2002 |          |         |         | Kopenhagen |

| 2. November 2002 | Slowenien | 10 : 13 | Dänemark | Stadion Oval, Ljubljana |
| 2. November 2002 |           |         |          | Stadion Oval, Ljubljana |

| 2. November 2002 | Kroatien | 33 : 12 | Belgien | Stadion Poljud, Zagreb |
| 2. November 2002 |          |         |         | Stadion Poljud, Zagreb |

| 9. November 2002 | Schweiz | 33 : 12 | Kroatien | Genf |
| 9. November 2002 |         |         |          | Genf |

| 8. März 2003 | Schweiz | 9 : 6 | Belgien | Leichtathletikstadion St. Jakob, Basel |
| 8. März 2003 |         |       |         | Leichtathletikstadion St. Jakob, Basel |

| 5. April 2003 | Belgien | 24 : 33 | Slowenien | Centre sportif de Naimette-Xhovémont, Lüttich |
| 5. April 2003 |         |         |           | Centre sportif de Naimette-Xhovémont, Lüttich |

| 26. April 2003 | Belgien | 6 : 6 | Dänemark | Petit Heysel, Brüssel |
| 26. April 2003 |         |       |          | Petit Heysel, Brüssel |

| 3. Mai 2003 | Dänemark | 8 : 8 | Kroatien | Kopenhagen |
| 3. Mai 2003 |          |       |          | Kopenhagen |

| 10. Mai 2003 | Slowenien | 23 : 23 | Schweiz | Stadion Oval, Ljubljana |
| 10. Mai 2003 |           |         |         | Stadion Oval, Ljubljana |

| 11. Oktober 2003 | Slowenien | 22 : 20 | Kroatien | Stadion Oval, Ljubljana |
| 11. Oktober 2003 |           |         |          | Stadion Oval, Ljubljana |

| 11. Oktober 2003 | Schweiz | 12 : 12 | Dänemark | Stade d’Athénaz, Avusy |
| 11. Oktober 2003 |         |         |          | Stade d’Athénaz, Avusy |

| 25. Oktober 2003 | Dänemark | 21 : 3 | Slowenien | Odense Atletikstadion, Odense |
| 25. Oktober 2003 |          |        |           | Odense Atletikstadion, Odense |

| 25. Oktober 2003 | Kroatien | 5 : 11 | Schweiz | Stadion Stari plac, Split |
| 25. Oktober 2003 |          |        |         | Stadion Stari plac, Split |

| 8. November 2003 | Slowenien | 3 : 15 | Belgien | Stadion Oval, Ljubljana |
| 8. November 2003 |           |        |         | Stadion Oval, Ljubljana |

| 27. März 2004 | Belgien | 3 : 32 | Schweiz | Petit Heysel, Brüssel |
| 27. März 2004 |         |        |         | Petit Heysel, Brüssel |

| 10. April 2004 | Dänemark | 25 : 19 | Belgien | Odense Atletikstadion, Odense |
| 10. April 2004 |          |         |         | Odense Atletikstadion, Odense |

| 17. April 2004 | Kroatien | 22 : 11 | Dänemark | Stadion Poljud, Zagreb |
| 17. April 2004 |          |         |          | Stadion Poljud, Zagreb |

| 17. April 2004 | Schweiz | 21 : 18 | Slowenien | Stade d’Athénaz, Avusy |
| 17. April 2004 |         |         |           | Stade d’Athénaz, Avusy |

| 24. April 2004 | Belgien | 14 : 3 | Kroatien | Brügge |
| 24. April 2004 |         |        |          | Brügge |

## Division 3A
Es gab keine Auf- oder Absteiger, da in der folgenden Saison alle Teams der Divisionen 2 und 3 an der ersten Runde der WM-Qualifikation 2007 teilnahmen. Andorra zog sich vor Beginn des Wettbewerbs zurück und wurde in der zweiten Phase durch Malta aus der Division 3B ersetzt.

### Erste Phase
|    | Land                   | Spiele | Siege | Unent. | Ndlg. | Spiel- punkte | Diff. | Tabellen- punkte |
| -- | ---------------------- | ------ | ----- | ------ | ----- | ------------- | ----- | ---------------- |
| 1. | Lettland               | 3      | 3     | 0      | 0     | 98:23         | + 75  | 9                |
| 2. | Moldau                 | 3      | 1     | 1      | 1     | 64:71         | − 7   | 6                |
| 3. | Ungarn                 | 3      | 1     | 0      | 2     | 63:96         | − 33  | 5                |
| 4. | Serbien und Montenegro | 3      | 0     | 1      | 2     | 58:93         | − 35  | 4                |

| 5. Oktober 2002 | Lettland | 26 : 5 | Ungarn | Latvijas Universitātes stadions, Riga |
| 5. Oktober 2002 |          |        |        | Latvijas Universitātes stadions, Riga |

| 26. April 2003 | Ungarn | 47 : 23 | Serbien und Montenegro | Vasas-Stadion, Esztergom |
| 26. April 2003 |        |         |                        | Vasas-Stadion, Esztergom |

| 26. April 2003 | Lettland | 43 : 0 | Moldau | Latvijas Universitātes stadions, Riga |
| 26. April 2003 |          |        |        | Latvijas Universitātes stadions, Riga |

| 3. Mai 2003 | Serbien und Montenegro | 18 : 29 | Lettland | Belgrad |
| 3. Mai 2003 |                        |         |          | Belgrad |

| 10. Mai 2003 | Moldau | 47 : 11 | Ungarn | Nationalstadion, Chișinău |
| 10. Mai 2003 |        |         |        | Nationalstadion, Chișinău |

| 24. Mai 2003 | Moldau | 17 : 17 | Serbien und Montenegro | Nationalstadion, Chișinău |
| 24. Mai 2003 |        |         |                        | Nationalstadion, Chișinău |

### Zweite Phase
|    | Land                   | Spiele | Siege | Unent. | Ndlg. | Spiel- punkte | Diff. | Tabellen- punkte |
| -- | ---------------------- | ------ | ----- | ------ | ----- | ------------- | ----- | ---------------- |
| 1. | Moldau                 | 4      | 4     | 0      | 0     | 126:57        | + 69  | 12               |
| 2. | Malta                  | 4      | 3     | 0      | 1     | 73:75         | − 2   | 10               |
| 3. | Lettland               | 4      | 2     | 0      | 2     | 34:43         | − 9   | 8                |
| 4. | Serbien und Montenegro | 4      | 1     | 0      | 3     | 69:66         | + 3   | 5                |
| 4. | Ungarn                 | 4      | 0     | 0      | 4     | 54:115        | − 61  | 4                |

| 11. Oktober 2003 | Ungarn | 17 : 38 | Moldau | Vasas-Stadion, Esztergom |
| 11. Oktober 2003 |        |         |        | Vasas-Stadion, Esztergom |

| 25. Oktober 2003 | Ungarn | 7 : 14 | Lettland | Székesfehérvár |
| 25. Oktober 2003 |        |        |          | Székesfehérvár |

| 10. April 2004 | Serbien und Montenegro | 31 : 3 | Ungarn | Subotica |
| 10. April 2004 |                        |        |        | Subotica |

| 17. April 2004 | Moldau | 26 : 12 | Lettland | Nationalstadion, Chișinău |
| 17. April 2004 |        |         |          | Nationalstadion, Chișinău |

| 17. April 2004 | Malta | 20 : 18 | Serbien und Montenegro | Marsa Sports Complex, Marsa |
| 17. April 2004 |       |         |                        | Marsa Sports Complex, Marsa |

| 25. April 2004 | Lettland | 8 : 10 | Malta | Latvijas Universitātes stadions, Riga |
| 25. April 2004 |          |        |       | Latvijas Universitātes stadions, Riga |

| 8. Mai 2004 | Serbien und Montenegro | 20 : 43 | Moldau | Belgrad |
| 8. Mai 2004 |                        |         |        | Belgrad |

| 22. Mai 2004 | Lettland  | 3 : 0 | Serbien und Montenegro |  |
| 22. Mai 2004 | (forfait) |       |                        |  |

| 22. Mai 2004 | Malta | 35 : 27 | Ungarn | Marsa Sports Complex, Marsa |
| 22. Mai 2004 |       |         |        | Marsa Sports Complex, Marsa |

| 29. Mai 2004 | Moldau | 22 : 8 | Malta | Nationalstadion, Chișinău |
| 29. Mai 2004 |        |        |       | Nationalstadion, Chișinău |

## Division 3B
Es gab keine Auf- oder Absteiger, da in der folgenden Saison alle Teams der Divisionen 2 und 3 an der ersten Runde der WM-Qualifikation 2007 teilnahmen. In der zweiten Phase stieg Malta in die Division 3A auf, während Bulgarien aus der Division 3C aufstieg.

### Erste Phase
|    | Land                    | Spiele | Siege | Unent. | Ndlg. | Spiel- punkte | Diff. | Tabellen- punkte |
| -- | ----------------------- | ------ | ----- | ------ | ----- | ------------- | ----- | ---------------- |
| 1. | Malta                   | 4      | 4     | 0      | 0     | 101:54        | + 47  | 12               |
| 2. | Litauen                 | 4      | 3     | 0      | 1     | 147:53        | + 94  | 10               |
| 3. | Luxemburg               | 4      | 2     | 0      | 2     | 58:113        | − 55  | 8                |
| 4. | Österreich              | 4      | 1     | 0      | 3     | 65:88         | − 23  | 6                |
| 4. | Bosnien und Herzegowina | 4      | 0     | 0      | 4     | 40:103        | − 63  | 4                |

| 27. Oktober 2002 | Luxemburg | 21 : 5 | Bosnien und Herzegowina | Josy-Barthel-Stadion, Luxemburg |
| 27. Oktober 2002 |           |        |                         | Josy-Barthel-Stadion, Luxemburg |

| 23. November 2002 | Malta | 22 : 18 | Litauen | Marsa Sports Complex, Marsa |
| 23. November 2002 |       |         |         | Marsa Sports Complex, Marsa |

| 26. November 2002 | Litauen | 32 : 10 | Österreich | Šiaulių savivaldybės stadionas, Šiauliai |
| 26. November 2002 |         |         |            | Šiaulių savivaldybės stadionas, Šiauliai |

| 30. November 2002 | Österreich | 16 : 25 | Malta | Stadion Hohe Warte, Wien |
| 30. November 2002 |            |         |       | Stadion Hohe Warte, Wien |

| 29. März 2003 | Malta | 34 : 6 | Luxemburg | Marsa Sports Complex, Marsa |
| 29. März 2003 |       |        |           | Marsa Sports Complex, Marsa |

| 5. April 2003 | Bosnien und Herzegowina | 14 : 20 | Malta | Sarajevo |
| 5. April 2003 |                         |         |       | Sarajevo |

| 10. Mai 2003 | Luxemburg | 25 : 14 | Österreich | Josy-Barthel-Stadion, Luxemburg |
| 10. Mai 2003 |           |         |            | Josy-Barthel-Stadion, Luxemburg |

| 24. Mai 2003 | Litauen | 60 : 6 | Luxemburg | Klaipėda |
| 24. Mai 2003 |         |        |           | Klaipėda |

| 7. Juni 2003 | Bosnien und Herzegowina | 15 : 37 | Litauen | Bilino Polje, Zenica |
| 7. Juni 2003 |                         |         |         | Bilino Polje, Zenica |

| 14. Juni 2003 | Österreich | 25 : 6 | Bosnien und Herzegowina | Stadion Hohe Warte, Wien |
| 14. Juni 2003 |            |        |                         | Stadion Hohe Warte, Wien |

### Zweite Phase
|    | Land                    | Spiele | Siege | Unent. | Ndlg. | Spiel- punkte | Diff. | Tabellen- punkte |
| -- | ----------------------- | ------ | ----- | ------ | ----- | ------------- | ----- | ---------------- |
| 1. | Luxemburg               | 4      | 4     | 0      | 0     | 98:39         | + 59  | 12               |
| 2. | Österreich              | 4      | 3     | 0      | 1     | 92:61         | + 31  | 10               |
| 3. | Bulgarien               | 4      | 1     | 0      | 3     | 51:136        | − 85  | 6                |
| 4. | Litauen                 | 4      | 1     | 0      | 3     | 89:32         | + 54  | 5                |
| 4. | Bosnien und Herzegowina | 4      | 0     | 0      | 4     | 28:87         | − 59  | 3                |

| 25. Oktober 2003 | Bosnien und Herzegowina | 8 : 31 | Luxemburg | Sarajevo |
| 25. Oktober 2003 |                         |        |           | Sarajevo |

| 8. November 2003 | Luxemburg | 9 : 8 | Litauen | Josy-Barthel-Stadion, Luxemburg |
| 8. November 2003 |           |       |         | Josy-Barthel-Stadion, Luxemburg |

| 15. November 2003 | Bulgarien | 23 : 3 | Bosnien und Herzegowina | Nationale Sportakademie „Wassil Lewski“, Sofia |
| 15. November 2003 |           |        |                         | Nationale Sportakademie „Wassil Lewski“, Sofia |

| 24. April 2004 | Luxemburg | 39 : 5 | Bulgarien | Josy-Barthel-Stadion, Luxemburg |
| 24. April 2004 |           |        |           | Josy-Barthel-Stadion, Luxemburg |

| 8. Mai 2004 | Österreich | 18 : 19 | Luxemburg | Stadion Hohe Warte, Wien |
| 8. Mai 2004 |            |         |           | Stadion Hohe Warte, Wien |

| 15. Mai 2004 | Litauen | 66 : 0 | Bulgarien | Šiaulių savivaldybės stadionas, Šiauliai |
| 15. Mai 2004 |         |        |           | Šiaulių savivaldybės stadionas, Šiauliai |

| 15. Mai 2004 | Litauen | abgesagt | Bosnien und Herzegowina |  |
| 15. Mai 2004 |         |          |                         |  |

| 22. Mai 2004 | Bulgarien | 13 : 28 | Österreich | Kostinbrod |
| 22. Mai 2004 |           |         |            | Kostinbrod |

| 5. Juni 2004 | Österreich | 13 : 28 | Litauen | Stadion Hohe Warte, Wien |
| 5. Juni 2004 |            |         |         | Stadion Hohe Warte, Wien |

| 12. Juni 2004 | Bosnien und Herzegowina | 17 : 23 | Österreich | Sarajevo |
| 12. Juni 2004 |                         |         |            | Sarajevo |

## Division 3C
Die FIRA-AER untersuchte zwei Spiele, zu denen eine Beschwerde eingereicht worden war, nämlich Monaco–Finnland (90:0) und Bulgarien–Norwegen (21:12). Die Finnen beanstandeten verschiedene Unregelmäßigkeiten bei der Registrierung ausländischer Spieler (insbesondere Franzosen). Norwegen beanstandete die Spielleitung, die vor dem Spiel einem bulgarischen Schiedsrichter übertragen worden war, nachdem der von der FIRA-AER benannte Schweizer Schiedsrichter aufgrund eines von den örtlichen Behörden verweigerten Einreisevisums nicht hatte reisen können. Die FIRA-AER schloss Monaco vom restlichen Turnier aus, annullierte das Spiel zwischen Bulgarien und Norwegen und beschloss, anstelle der Fünfergruppe eine K.o.-Runde mit vier Mannschaften auszutragen.
Es gab keine Aufsteiger, da in der folgenden Saison alle Teams der Divisionen 2 und 3 an der ersten Runde der WM-Qualifikation 2007 teilnahmen. In der zweiten Phase stieg Bulgarien in die Division 3B auf wurde und durch den Neuzugang Armenien ersetzt.

### Erste Phase
Austragungsort aller Spiele: Ibiza (Spanien)
|  | Halbfinale       | Halbfinale   |              |    | Finale       | Finale       |
|  |                  |              |              |    |              |              |
|  | Israel           | 30           |              |    |              |              |
|  | Norwegen         | 13           |              |    |              |              |
|  | 5. Juni 2003     |              |              |    |              |              |
|  |                  |              | 7. Juni 2003 |    |              |              |
|  | Israel           | 23           |              |    |              |              |
|  |                  | Bulgarien    | 25           |    |              |              |
|  |                  |              |              |    |              |              |
|  | Spiel um Platz 3 |              |              |    |              |              |
|  | 5. Juni 2003     | 5. Juni 2003 | Norwegen     | 55 |              |              |
|  | Bulgarien        | 42           | Finnland     | 20 |              |              |
|  | Finnland         | 3            |              |    | 7. Juni 2003 | 7. Juni 2003 |

### Zweite Phase
Austragungsort aller Spiele: Beauvais (Frankreich)
|  | Halbfinale       | Halbfinale   |              |    | Finale       | Finale       |
|  |                  |              |              |    |              |              |
|  | Israel           | 24           |              |    |              |              |
|  | Finnland         | 15           |              |    |              |              |
|  | 2. Juni 2004     |              |              |    |              |              |
|  |                  |              | 5. Juni 2004 |    |              |              |
|  | Israel           | 0            |              |    |              |              |
|  |                  | Armenien     | 48           |    |              |              |
|  |                  |              |              |    |              |              |
|  | Spiel um Platz 3 |              |              |    |              |              |
|  | 2. Juni 2004     | 2. Juni 2004 | Norwegen     | 54 |              |              |
|  | Norwegen         | 6            | Finnland     | 7  |              |              |
|  | Armenien         | 36           |              |    | 5. Juni 2004 | 5. Juni 2004 |